# (4005) Dyagilev
(4005) Dyagilev es un asteroide perteneciente al cinturón de asteroides, descubierto el 8 de octubre de 1972 por la astrónoma ucraniana Liudmila Zhuravliova desde el Observatorio Astrofísico de Crimea (República de Crimea).

## Designación y nombre
Designado provisionalmente como 1972 TC2. Fue nombrado Dyagilev en honor a Serguéi Diáguilev empresario ruso fundador de los ballets.